# Pollacsek Julius Adrian
Pollacsek Julius Adrian (Újpest, 1850. február 5. – 1921 után; Adrian Polly álnéven) magyar származású újságíró, fürdő- és szállodaigazgató, üzletember, a sylti vasút megalapítója.

## Élete
Polatschek Moritz kereskedő és Glasner Katalin, izraelita vallású[forrás?] szülők gyermekeként született. Az újpesti izraelita hitközség anyakönyve szerint születési ideje öt évvel később, azaz 1855. február 5-én volt. Iskoláit Budapesten, majd Debrecenben végezte, 1871-ben lett a filozófia tudományok doktora. 1871–75 között a debreceni Kereskedelmi Iskola tanára, 1874-től igazgatója. 1874 szeptemberében Debrecenben a református hitre tért át.
1875-ben elhagyva Magyarországot az észak-német Schleswig városában telepedett le. Még ebben az évben összeházasodott első feleségével, Elisabeth Tiedemannal, Hinrich Tiedemann, a Schleswig-Holstein Landesbank alapító elnökének leányával. Egy banki és bizományi üzlet indításába kezdett társával, Ed. Kanberggel, illetve szerkesztőként dolgozott különféle helyi lapoknál. Esti kurzusokon is részt vett, ahol egyszeres és kettős könyvvitelt valamint történelmet, földrajzot, matematikát és természettudományokat tanult angol, francia és latin nyelveken. Már ekkor jelentek meg könyvei. 1877-ben családjával Hamburgba költöztek, közben megszülettek közös gyermekeik is. Fia, Kurt keresztapja a német realizmus elismert képviselője, az ismert író-költő, Theodor Storm lett. 1880-ban megkapta a német állampolgárságot. Ekkortájt lett tulajdonosa egy W. Wulf & Co. nevű irodalmi ügynökségnek és több lap, mint például az "Omnibus" (később: "Illustrierte Familienzeitung") vagy a "Hamburger Nachrichten" felelős szerkesztőjeként is tevékenykedett. 1884-ben jelent meg a 84 oldalas "Städtebilder – Hamburg" könyve, amely Hamburg város fejlődésén túl a város kulturális, infrastrukturális és gazdasági arculatát is igyekezett bemutatni.
1884-ben vásárolta meg a westerlandi Fürdővállalatot Sylt szigetén és lett annak igazgatója, ami később még a wenningstedti Fürdővel bővült. Felépíttetett egy új melegvizes fürdőt, valamint anyagi támogatást nyújtott az első sylti vasút megépítéséhez. Az új vasútvonal Munkmarschtól Westerlandig épült meg, ami a sziget életében hatalmas változást jelentett. A "Gyermekgyógyhelyek Egyesülete (Vereins von Kinderheilstätten)" elnökeként megnyitotta Westerlandot a gyógyulni vágyó gyermekek előtt. Az általa vezetett nyolc évben, mint fürdőigazgató megháromszorozta a látogatók számát, amivel jelentős fellendülést hozott mind az ottani szállók és panziók tulajdonosai, mind Westerland gazdasága számára.
1893-ban eladta a fürdőt a Westerland Egyesületnek és Berlinbe költözött. Itt ismét megházasodott és második feleségével, Gobbi Gizellával (Gobbi Henrik magyar zeneszerző és zongoraművész, Liszt Ferenc jóbarátjának leánya) két közös gyermekük született, Adrian és Erika. 1894-ben Dél-Tirol felé vette útját és ott egy évvel később megalapította a "Levico-Ventriolo Heilquellen (Levico-Vetriolo-Gyógyforrás)" Társaságot az Osztrák–Magyar Monarchia déli részén fekvő Löweneckben (ma Levico Terme, Észak-Olaszország). Célja volt Levico gyógyfürdőjének nemzetközi elismertséget szerezni és az ásványvíz számára piacot teremteni. Tervei között szerepelt egy új luxushotel a benne található termálfürdővel, ami köré egy gyógyparkot álmodott, impozáns sétánnyal a szálló és az újonnan megnyitott vasútvonal épületét összekötve. 1900 január 1-től kizárólagos jogot szerzett a termálvíz felhasználására és forgalmazására, június 16-án pedig sor került a fürdő, a szálloda, a park és az új ásványvizes palackozó hivatalos megnyitójára. A korabeli krónikák szerint az eseményre különvonatokat is indítottak Bécsből és Berlinből. A reklámoknak köszönhetően a hely néhány éven belül kedvelt célpont lett a nemzetközi arisztokrácia illetve elit körében, a Grand Hotel Imperial falai között olyan családok tagjai fordultak meg, mint a Habsburg, Romanov vagy Rothschild családé.
1905-17 között Pollacsek már az oroszországi Szentpéterváron élt és dolgozott mint főszerkesztő a "St. Petersburger Politischen Correspondenz (Szentpétervári Politikai Válasz)" lapnál. Dr. Adrian Polly álnéven írta az 1906-ban megjelenő "Oroszország forradalmához és újjászületéséhez", az 1907-ben keletkezett "Orosz élet" és az 1917-ben született de csak két évvel később, 1919-ben nyilvánosan is megjelent "Az orosz cári birodalom bukása" című műveit. 1914 és 17 között orosz fogságba került. Szökését követően két évet töltött száműzetésben Svédországban, Pehr Henrik Edvard Brändström generális, egykori szentpétervári svéd királyi követ pártfogásában. Az 1920-ban, "Gegen das gemeinsame Ehegemach", azaz "A hitvesi közös hálók ellen" címen megjelent könyvét követően, 1921-től már, az addig álnévként használt Polly és az eredeti családnév összevonásából keletkezett, Polly-Pollacsek néven élt és dolgozott tovább. Halálának pontos helye és ideje ismeretlen.

## Művei
- Der Buchhaltungsbeamte, 1876 körül
- Handbuch für das Detail-Waren-Geschäft. Schleswig: Bernhard Meves, 1876
- Städtebilder: Hamburg. Zürich: Caesar Schmidt, 1884
- Zu Russlands Revolution und Neugeburt. Leipzig: Teutonia, 1906
- Russisches Leben. Leipzig: Teutonia, 1907
- Der Umsturz des russischen Kaiserreiches. Berlin: Baumgärtel, 1919
- Gegen das gemeinsame Ehegemach! Schkeuditz; Zürich: Verlag G. Bereiter, 1920